# Хулигани (порнографски филм)
Хулигани (енгл. Hooligans) је италијански порнографски филм из 2001. године. Филм је издало новосадско предузеће Hexor 2006. године у тиражу од 300 комада. Нема описа филма на омоту, а интерна ознака српског издавача је DA19 и COBISS.SR-ID 216048647. Диск садржи поклон-филм Робови похоте (или Робови пожуде, изворно итал. Lo Schiavo). Оба филма је режирао Ромео Висконти (итал. Romeo Visconti) и оба филма је снимила кућа FM Video.

## Улоге за филм „Хулигани”
| Глумац              | Улога |
| ------------------- | ----- |
| Monica Noriega      |       |
| Stefania Guerritore |       |
| Roberto Malone      |       |
| Alex Mantegna       |       |
| Lara Belli          |       |
| Betty Bell          |       |
| Silvio Evangelista  |       |

## Улоге за филм „Робови похоте”
| Глумац        | Улога |
| ------------- | ----- |
| Lisa Belle    |       |
| Annalisa Buoi |       |
| Heidi Cassini |       |
| Alex Mantegna |       |
| Andrea Nobili |       |
| Antonio Suhlo |       |
| Remigio Zampa |       |